# Paul Sjöberg
Paul Leonard Sjöberg (Hanko, 14 de julho de 1897 — Helsinque, 16 de março de 1978) foi um velejador finlandês, medalhista olímpico. Ele competiu nos Jogos Olímpicos de Verão de 1952 na classe 6 Metre e conquistou a medalha de bronze na disputa a bordo do Ralia com Ernst Westerlund, Ragnar Jansson, Jonas Konto e Rolf Turkka.